# Agregado atômico
Em química, um agregado atômico (português brasileiro) ou agregado atómico (português europeu) frequentemente designado pelo termo inglês cluster é um grupo de átomos ligados, de tamanho intermediário entre uma molécula e um sólido de grande tamanho, massa ou volume. Clusters existem em diversas estequiometrias e nuclearidades (número de átomos metálicos centrais em um composto de coordenação). Por exemplo, átomos de carbono/azoto e boro formam agregados atômicos de fulereno e borano, respectivamente. Metais de transição e elementos representativos formam especialmente agregados atômicos robustos.
O termo cluster foi criado por F.A. Cotton no início da década de 1960 para designar compostos contendo ligações metal-metal. Em outra definição, um composto cluster contém um grupo de dois ou mais átomos metálicos onde há ligação metal-metal direta e substancial.
Os tipos principais de agregados atômicos são aqueles desprovidos de ligantes estabilizadores ou aqueles com ligantes. Ligantes típicos que estabilizam agregados atômicos incluem monóxido de carbono, haletos, isocianetos, alcanos e hidretos.